# Максим Медард
Максим Медард (енгл. Maxime Médard; 16. новембар 1986) професионални је француски рагбиста, који тренутно игра за Тулуз. Висок 180 цм, тежак 89 кг, целу професионалну каријеру провео је у најтрофејнијем француском тиму Тулузу. Његов отац и његов стриц су такође играли рагби. За Тулуз је до сада одиграо 227 утакмица и постигао 400 поена. Са Тулузом је освојио 3 титуле првака Француске (2008, 2011 и 2012) и 2 титуле првака Европе (2005 и 2010). Прошао је млађе селекције Француске и освојио је светско првенство за младе до 21 године. За сениорску репрезентацију Француске дебитовао је у новембру 2008. против Аргентине. За "галске петлове" је до сада одиграо 41 тест меч и постигао 58 поена.